# Lepidodermella minor
Lepidodermella minor is een buikharige uit de familie Chaetonotidae. Het dier komt uit het geslacht Lepidodermella. Lepidodermella minor werd in 1936 voor het eerst wetenschappelijk beschreven door Remane. 